# Skallsjö landskommun
Skallsjö landskommun var tidigare en kommun i dåvarande Älvsborgs län.

## Administrativ historik
I samband med att 1862 års kommunalförordningar trädde i kraft inrättades denna landskommun i Skallsjö socken i Vättle härad i Västergötland.
1952 års kommunreform lämnade kommunen opåverkad.
1969 uppgick kommunen i Lerums landskommun, från 1971 Lerums kommun.
Kommunkoden 1952-1966 var 1525.

### Kyrklig tillhörighet
I kyrkligt hänseende tillhörde kommunen Skallsjö församling.

## Geografi
Skallsjö landskommun omfattade den 1 januari 1952 en areal av 75,42 km², varav 65,51 km² land.

### Tätorter i kommunen 1960
| Tätort   | Folkmängd |
| -------- | --------- |
| Floda    | 1 514     |
| Tollered | 640       |

Tätortsgraden i kommunen var den 1 november 1960 68,9 procent.

## Politik

### Mandatfördelning i valen 1938-1966
| 1 | 12 | 3 | 3 | 2 |

| 20 |

| 1 | 12 | 2 | 4 | 2 |

| 19 |

| 2 | 12 | 5 | 2 |

| 17 | 4 |

| 1 | 12 | 6 | 2 |

| 19 |

| 1 | 12 | 6 | 2 |

| 19 |

| 12 | 5 | 4 |

| 19 |

| 13 | 1 | 5 | 2 |

| 20 |

| 11 | 1 | 6 | 3 |

| 19 |